# Tercera Manzana de Manzanillos
Tercera Manzana de Manzanillos är en ort i Mexiko.   Den ligger i kommunen Zitácuaro och delstaten Michoacán de Ocampo, i den södra delen av landet, 120 km väster om huvudstaden Mexico City. Tercera Manzana de Manzanillos ligger 2 392 meter över havet och antalet invånare är 443.
Terrängen runt Tercera Manzana de Manzanillos är varierad. Runt Tercera Manzana de Manzanillos är det ganska tätbefolkat, med 90 invånare per kvadratkilometer. Närmaste större samhälle är Heróica Zitácuaro, 8,5 km väster om Tercera Manzana de Manzanillos. I omgivningarna runt Tercera Manzana de Manzanillos växer i huvudsak blandskog.